# グリフィス準男爵
グリフィス準男爵（グリフィスじゅんだんしゃく、英語: Griffith baronets）と呼ばれる、グリフィス (Griffith) という姓の準男爵家は、これまで2家設けられたことがあり、ひとつはイングランド準男爵位 (Baronetage of England)、もうひとつはグレートブリテン準男爵位 (Baronetage of the United Kingdom) であった。いずれも現存していない。
ヨークシャーのバートン・アグネスのグリフィス準男爵位は、1627年6月7日にヘンリー・グリフィス (Henry Griffith) に与えられ、イングランド準男爵位に加えられた。この爵位は、初代の息子であった2代準男爵の死によって、1656年に断絶した。一家の居所はヨークシャーのバートン・アグネスに構えられたバートン・アグネス・ホールであった。初代の娘で、唯一の遺産継承者であったフランシス・グリフィス (Frances Griffith) は初代準男爵サー・マシュー・ボイントンと結婚したので、グリフィス家はボイントン準男爵家に組み込まれた。
ロンドンデリーのムンスター・グリラ (Munster Grillagh) とアングルシーのペンクレイグのグリフィス準男爵位、後のウォルディ＝グリフィス準男爵は、1858年4月20日に叙爵され、グレートブリテン準男爵位に加えられた。この叙爵について、詳しくは、en:Waldie-Griffith baronetsを見よ。

## バートン・アグネスのグリフィス準男爵（1627年）

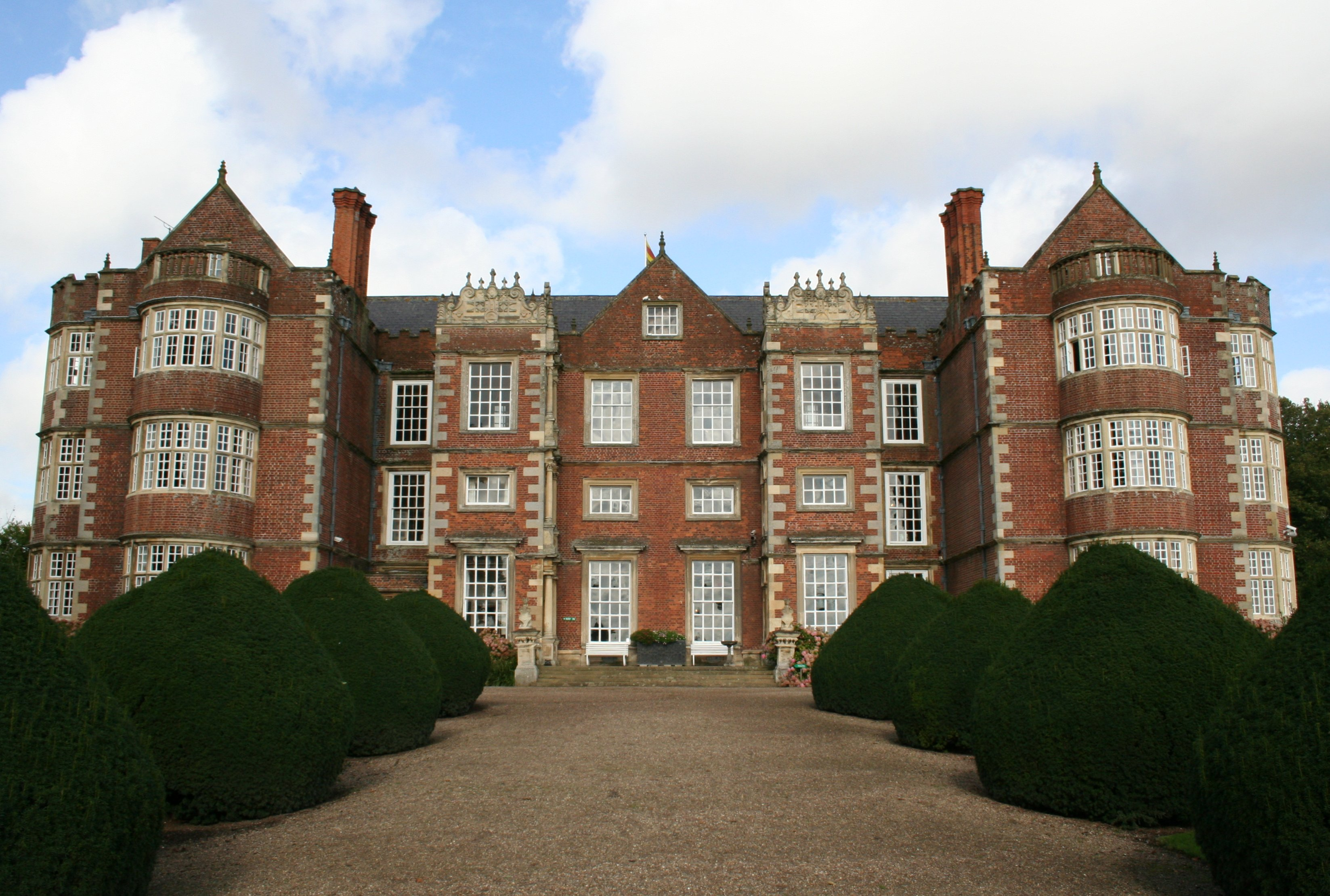
バートン・アグネスのグリフィス準男爵が居所としたバートン・アグネス・ホール。

初代準男爵サー・ヘンリー・グリフィス（Sir Henry Griffith, 1st Baronet、1558年 - 1620年ころ）
1584年には、スタッフォードシャーの治安判事であり、後には同州の州長官 (High Sheriff) を務めた。ウォルター・グリフィス (Walter Griffith) の息子。ジェームズ1世によって1603年にヨークでナイトに叙された。
2代準男爵サー・ヘンリー・グリフィス（Sir Henry Griffith, 2nd Baronet、? - 1654年2月20日）
1634年には、スタッフォードシャーの州長官 (Sheriff) となり、1638年ないし1639年にはヨークシャーの副統監となった。第一次イングランド内戦において騎士党（王党派）に加わり、1644年のマーストン・ムーアの戦いの3週間後に、フェアファクスの軍に投降したが、後には国民盟約に加わり、議会側から莫大な罰金を課された。1654年に死去した。
Collier (1914) は、2代いたとされているグリフィス準男爵は、実際には、若い方の一人だけしかいなかったとする見方を示唆している。「サー・ヘンリー・グリフィスは1620年に死去し、グリフィス家最後の人物となる2人目のサー・ヘンリーが跡を継いだ。この人物が叙爵されるは1627年だった... (Sir Henry Griffith died in 1620, and was succeeded by the second Sir Henry, the last of the Griffiths. He was created a baronet in 1627…)」